# Alchemilla steudneri
Alchemilla steudneri é uma espécie de rosácea do gênero Alchemilla, pertencente à família Rosaceae.